# REMA 1000
REMA 1000 (REMA for Reitan Mat, 1000 for varer) er en international discountkæde med 1.000 butikker (1. oktober 2020) i Danmark og Norge. Kæden ejes af Reitangruppen og havde i slutningen af 2015 en markedsandel på 9,3 %. De enkelte butikker ejes af selvstændige købmænd.
Alle REMA 1000 butikker drives i dag på franchisebasis. Det betyder, at købmanden i den enkelte REMA 1000 butik er selvstændig og står med hele ansvaret for butikken.

## Geografisk dækning
Pr. 2024 så det sådan ud
| Lande   | Siden | Butikker |
| ------- | ----- | -------- |
| Danmark | 1994  | 419      |
| Norge   | 1977  | 643      |

## Historie
REMA 1000-kæden har rødder til 1948, hvor Margit og Ole Reitan grundlagde familiens første købmandsbutik i Trondheim. Sønnen Odd Reitan begyndte tidligt at arbejde i forældrenes butik, hvor han straks blev inspireret og tidligt kunne se mulighederne og stordriftsfordelene ved at bygge en hel kæde af købmandsbutikker op.
Odd Reitan åbnede sin egen første butik i Trondheim i 1972 og købte i de næste år yderligere fem dagligvarebutikker i Trondheim. I 1977 stiftede Odd Reitan bekendtskab med Aldi-butikkerne under et besøg i Tyskland. Han blev imponeret over discountideens enkelhed og forhold til de traditionelle måder at drive dagligvarebutikker på. Odd Reitan besluttede at "oversætte" Aldi-ideen til norsk. Navnet på de nye butikker blev REMA – en sammentrækning af “Reitan” og “mat” (mad). Remas grundlæggelse som discountkæde i 1979 faldt sammen med den store "lavpris-bølge", som for alvor skyllede ind over Europa.
I REMA 1000's første år var der 500-600 varenumre, men sortimentet var for smalt til at dække kundernes behov. I 1980 øgedes med 1.000 varer og navnet blev REMA 1000. REMA 1000 har i dag op til 2.600 varenumre i butikkerne, hvilket er et større udvalg end fx Nettos 1.800.
I 1994 indgik Odd Reitan partnerskab med Løvbjerg Holding i REMA 1000 Danmark A/S. I løbet af 1994 og 1995 konverteredes 43 Løvbjerg og Prisa-butikker til REMA 1000 og dannede forudsætningen for en stor ekspansion.
I november 2003 købte Reitangruppen butikskæden Løvbjerg ud af REMA 1000 Danmark, og i juni 2004 indgik REMA 1000 Danmark et strategisk samarbejde på logistik- og indkøbssiden med EDEKA Danmark i form af et gensidigt ejerskabsforhold. Samarbejdet førte i 2008 til, at REMA 1000 købte EDEKA's samlede aktiviteter i Danmark. Samme år ekspanderede kæden i Norge, idet den erhvervede Lidls 50 norske butikker, hovedkontor og lager for knap 2 milliarder norske kroner.
REMA 1000's markedsandel i Danmark lå i slutningen af 2015 på 9,3,%, og var ved starten af 2019 vokset til 10,6%. Rema 1000 selv har meldt, at de anslår en markedsandel på 15,5% per marts 2020.
Den 9. december 2022 besluttede ALDI at trække sig fra det danske marked og indgik aftaler med bl.a REMA 1000 Danmark, der købte 114 af ALDI Danmarks 188 butikker. Aftalen var betinget af de danske konkurrencemyndigheders godkendelse, som kom i august 2023. REMA 1000 som dermed udvidede fra 363 til 477 butikker blev pludselig en af de store spillere på det danske discount-marked og nærmede sig Salling Group og Coop i antal af discount-butikker.

### Salg af ejendomme
I januar 2024 oplyste kæden, at den for 1,8 mia. kr. har solgt 64 ejendomme med eksisterende REMA 1000-butikker, som fremover vil være lejere hos den nye ejer, DK Retail Invest, der er delvist ejet af Reitan-familien, som står bag Rema 1000.

## Personale
Efter finansåret 2024 er antallet af medarbejdere i REMA 1000 Danmark opgjort til 17.761 personer.
REMA 1000 har desuden en overenskomst med HK Handel, i lighed med de fleste andre danske dagligvarebutikker.

## Udbringningsordningen Vigo
REMA 1000 i Danmark introducerede i 2016 en udbringningsordning kaldet Vigo. Det er en deleøkonomisk tjeneste hvor kunder som ikke er ansatte af REMA 1000, udfører indkøb og bringer de købte varer ud til andre kunder. Det betyder at man modsat andre netsupermarkeder ikke kan være sikker på at en bestilt levering bliver leveret, ligesom man ikke på forhånd kan vide om nogle varer er udsolgt i den butik som indkøberen handler i. Til gengæld havde Vigo den hurtigste udbringsningstid i et pristjek blandt netsupermarkeder som Politiken gennemførte i april 2020. Ifølge REMA 1000 passerede man 100.000 indkøbere i 2020. Antallet af indkøb formidlet gennem Vigo steg markant under coronakrisen i 2020. Der var tale om en 3- til 4-dobling i marts 2020. Hovedparten af udbringningerne sker til fods eller på cykel. World Economic Forum karakteriserede i 2017 Vigo som en innovativ løsning på hvordan vareudbringning kan ske.

## Gram og Nybøl Godser
REMA 1000 ejer 50 % af virksomheden Gram og Nybøl Godser, som står bag Gram Slot og Nybølgård.
I januar 2010 annoncerede REMA 1000 og Gram Slot, at de to parter havde indgået en aftale om salg af Gram Slots økologiske produkter i alle REMA 1000's butikker. Siden er samarbejdet blevet udvidet, idet REMA 1000 er medejer af det økologiske landbrug, der i det daglige leverer økologisk mælk, kartofler og havregryn under varemærket Gram Slot til alle REMA 1000's butikker. REMA 1000 ejer nu halvdelen af Gram Slot.